# Districtul Törökszentmiklós
Törökszentmiklós (în maghiară Törökszentmiklósi járás) este un district în județul Jász-Nagykun-Szolnok, Ungaria.
Districtul are o suprafață de 464,54 km2 și o populație de 36.742 locuitori (2013).